# 명계 (베르베르)
베르나르 베르베르의 명계는 베르나르 베르베르의 소설 《타나토노트》와 《천사들의 제국》에 나오는 가공의 장소이다. 베르베르는 사후세계를 독특한 개념으로 설명했다.

## 죽고 그 직후
생명의 징후가 사라지고 약 87kHz의 파동이 나오며 코마 상태에 빠진다. 영혼은 육체에서 빠져나가 지구를 벗어나 우주 공간을 약 18분 동안 비행하여 우리 은하 중심부에 있는 블랙홀 속으로 들어간다. 블랙홀 속에 천국이 있다.

## 제1천계 (청색계)
색깔은 청색. 물과 즐거움의 지대. 빛의 유혹을 받으며 3분 동안 지속된다. 빛의 산에서 나오는, 아스라히 보이는 흰 빛을 따라 영혼은 계속 날아간다.

## 제2천계 (흑색계)
색깔은 흑색. 추위와 두려움, 혐오감의 지대. 살아생전 경험했던 끔찍한 기억들이 나타나 영혼을 공격한다. 자기 과거를 이해하고 자기 행위 하나하나에 입장을 밝히며 기억들을 물리쳐야 한다. 3분 동안 지속된다.

## 제3천계 (적색계)
색깔은 적색. 쾌락과 불, 대향연, 욕망의 지대. 영혼들은 살아생전의 타락한 마음과 터무니없는 환상을 만나며 살아 있을 때 경험한 성적 쾌락의 천 제곱되는 성적 쾌락을 경험한다. 그것들에 부끄러워하지 말고 의연하게 맞서며 나아가야 한다. 3분 동안 지속된다.

## 제4천계 (주색계)
색깔은 주황색. 바람과 시간, 지루함의 지대. 기독교에서 말하는 연옥이 여기이다. 끝없이 늘어선 영혼의 행렬을 만날 수 있다. 어떤 영혼들은 눌러앉아 수다를 떨고 있고, 어떤 영혼들은 빨리 나아가고 싶어서 새치기를 한다. 시간은 상대적이므로 어떻게 마음을 먹는가에 따라 빨리 가거나 늦게 가거나가 결정된다. 옛날에 살았던 유명한 사람들을 만날 수 있다. 15분 동안 지속된다.

## 제5천계 (황색계)
색깔은 황색. 지식과 힘, 열정의 지대. 이제껏 이해하지 못하던 모든 지식을 알게 된다. 지식에 너무 현혹되지 말고 자신을 지혜로 가득 채우며 나아가야 한다. 7분 동안 지속된다.

## 제6천계 (녹색계)
색깔은 녹색. 완벽한 아름다움의 지대. 화려한 풍광과 절대미를 발견한다. 처음에는 그것들을 보고 감탄하지만 그 아름다움에 비해 추악한 자기 자신의 모습에 영혼은 자신을 미워하고 혐오하게 된다. 자신의 추악함을 인정하고 계속 나아가야 한다. 2분 동안 지속된다.

## 제7천계 (백색계)
색깔은 백색. 마지막 천계로 여기에서 영혼들의 이동이 끝나고 심판과 환생이 이루어진다. 천사와 악마가 살고 있으며 안쪽에는 빛의 산이 있고 한가운데에 심판을 받을 영혼의 행렬이 이어진다.
가브리엘, 라파엘, 미가엘 세 대천사가 영혼들을 심판한다. 영혼을 심판할 때는 그 영혼의 수호천사나 고유 악마가 변호사 역할을 한다. 점수가 600점이 넘은 영혼은 윤회를 끝내고 지상계로 내려가 인류를 구원하느냐, 또는 천상에 남아 천사가 되느냐를 선택할 수 있으며 600점이 되지 않은 영혼들은 점수에 맞는 '것'을 선택해 지상으로 다시 내려간다.(점수가 낮은 경우 식물이나 광물로 환생할 수도 있다.) 근소한 차이로 600점을 채우지 못한 경우에는 수호천사나 고유 악마가 대천사들에게 이의를 제기하여 추가 점수를 받아 600점을 넘기기도 한다.

## 명계에서 만날 수 있는 존재들

### 천사와 악마
천사 : 윤회를 벗어난 영혼들이 도달하는 빛으로 이루어진 존재. 희끄무레한 영혼들과는 달리 푸르스름하고 밝은 후광으로 둘러싸여 있다.
- 대천사 : 자신이 담당한 영혼의 구원에 성공했으나 천계에 남기로 결정한 천사들. 가브리엘, 라파엘, 미가엘, 에드몽 웰즈 등이 있다.
  - 세 대천사 : 가브리엘, 라파엘, 미가엘. 제7천계에서 영혼들을 심판한다. 제우스, 오시리스, 토트, 이자나미 등 문화권에 따른 이명(異名)이 있다. 최근엔 에밀 졸라, 미카엘 팽송 등 영혼들을 구하려고 애쓰는 수호천사들 때문에 골치를 앓고 있다.
  - 에드몽 웰즈 : 지도 천사로서 초보 수호천사들을 지도해 준다.
  - 에밀 졸라 : 미카엘 팽송의 수호천사였다. 세 대천사가 미카엘을 심판 없이 환생시키려는 것을 막았으며, 근소한 차로 600점에 이르지 못하자 우기기까지 해서 결국 미카엘을 천사로 만들고 자신도 대천사가 된다.
- 타락천사 : 무지한 사람들을 유혹해 나쁜 성향을 부추겨 그들의 무지를 깨닫게 해 주는 역할을 한다. 기독교에서 묘사된것처럼 사악한 초월체는 아니다. 사마엘 등이 있다.
  - 사마엘 : 남자같기도 하고 여자같기도 한 생김새이다. 문화권에 따라 사탄 또는 베엘제불, 세트, 하데스, 헤르마프로디토스라고도 한다. 무지한 사람들을 유혹해 나쁜 성향을 부추겨 자기들의 무지를 깨닫게 해주는 중요한 일을 하고 있다. 다른 동료들과 어울리기를 싫어하며, 동료들도 그와 어울리려고 하지 않는다.
- 수호천사 : 일반적인 천사들. 각자 인간 영혼 셋씩을 맡아 천계에서 그들의 인생을 지켜보며 도움을 주어야 한다. 자신이 맡은 영혼이 심판을 받을 때 변호사 역할을 하며, 자신이 담당한 영혼이 600점을 넘겨 윤회에서 벗어나면 급이 높아진다.
  - 마더 테레사 : 수호천사들 중 하나. 살아생전에는 성인중의 성인이었지만, 천사가 된 뒤로 인간들에게 크게 실망해 천사 일에 열정적이지 못하다.
  - 미카엘 팽송 : 초보 수호천사. 살아생전 명계 탐사자였다. 명계 이야기들의 주인공이자 네레이터. 에드몽 웰즈의 지도를 받고 있다.
  - 라울 라조르박 : 수호천사 중 하나. 미카엘 팽송의 가장 친한 친구이자 살아생전의 동료. 천사 일이 따분하다고 생각하며, 에드몽 웰즈와 가브리엘 등 대천사들에게 불만이 많다.
  - 프레디 메예르 : 수호천사 중 하나. 미카엘 팽송과 라울 라조르박의 살아생전의 동료. 마더 테레사와 마찬가지로 인간에게 실망해 천사 일은 하지 않고 늘 농담이나 하고 지낸다.
  - 마릴린 먼로 : 프레디 메예르와 나쁜 친구들 중 하나. 프레디 메예르와 특히 친하게 지낸다.
  - 모차르트 : 프레디 메예르와 나쁜 친구들 중 하나이다. 음란한 농담으로 시간을 때운다.
  - 오스카 와일드 : 프레디 메예르와 나쁜 친구들 중 하나. 친구들과 농담짓거리나 하면서 시간을 때운다.

- 존 레논 : 천사.
- 히치콕 : 천사.
- 페트루스 : 천사들 중 하나. 문화권에 따라 성 베드로, 헤르메스, 메르쿠리우스, 카론, 아누비스라고도 한다. 천국에 새로 들어온 사람들에게 천국에 관해 알려주는 일을 맡고 있다.
- 생 제롬 : 천사들 중 하나. 문화권에 따라 프타, 엔키, 아폴론, 프레위르 등으로 불린다. 진리를 드러내고 영혼들이 영적으로 드높아지도록 도와주는 일을 하고 있다.

### 영혼과 유령
영혼 : 말 그대로 영혼들. 보통은 제7천계까지 가 심판을 받고 환생하나 제4천계에 오랫동안 머무르는 경우도 있다.
- 니콜라이 2세와 그 가족들 : 공산 혁명으로 숙청당한 러시아 마지막 차르 가족들. 공산주의 혁명이 서로의 잘못이라면서 제4천계에서 싸움을 하고 있다.
- 루이 16세 : 프랑스 혁명으로 숙청당한 프랑스의 왕. 니콜 이세 가족들의 싸움을 말리거나 마르코 폴로와 이야기하며 시간을 보낸다.
- 빅토르 위고 : 제4천계에서 여자 영혼들을 꾀며 시간을 보내고 있다. 누군가가 말을 걸면 연애 사업을 방해한다고 불같이 화를 낸다.
- 그 외 영혼들 : 제4천계에 머무르고 있는 많은 영혼들. 유명한 사람들로는 마오쩌둥, 트로츠키, 다빈치, 쥘 베른, 샤를마뉴, 베르생제토릭스, 조지 워싱턴, 윈스턴 처칠, 애버 가드너, 게리 쿠퍼, 마르코 폴로 등이 있다.

유령 : 원래 수명보다 일찍 죽거나 생전의 원한이 깊거나 삶에 집착이 많아 천국으로 오지 못하고 지상을 떠돌게 된 영혼. 원한이 풀리거나 집착을 버리면 천사들을 통해 천국으로 갈 수 있다. 가끔씩 천국에 와서 심술을 부리기도 한다. 알 카포네, 아타우알파 등이 있다.
- 알 카포네 : 유령. 지구에서 유령으로 떠돌아다니는 것을 싫어해 다른 별으로 도망치려 한다.

## 또다른 명계
한 은하마다 그 중심부에 하나의 블랙홀이 있고, 그 안에는 또다시 명계가 있다. 즉 한 은하마다 한 명계가 있는 것이다. 베르베르는 안드로메다 은하에는 '적구'라는 행성이 있는데, 안드로메다에서 지적 생명체가 사는 곳은 그곳밖에 없다고 설정해 놓았다.